# Haslice
Haslice je malá vesnice, část obce Homole u Panny v okrese Ústí nad Labem. Nachází se asi 1,5 kilometru jihovýchodně od Homole u Panny. Haslice leží v katastrálním území Homole u Panny o výměře 3,3 km².

## Historie
První písemná zmínka o Haslicích pochází z roku 1626, ale vesnice byla založena okolo roku 1570. Po třicetileté válce ve vsi podle berní ruly stálo devět chalup. Až do zrušení patrimoniální správy vesnice patřila k panství Velký Újezd.
Ve druhé polovině dvacátého století se vesnice nerozvíjela. Nedošlo v ní k výrazným demolicím a postupně získala rekreační charakter. Přes výstavbu několika rekreačních chat si uchovala charakter typické vsi centrální části Českého středohoří.

## Obyvatelstvo
|                                                                | 1869 | 1880 | 1890 | 1900 | 1910 | 1921 | 1930 | 1950 | 1961 | 1970 | 1980 | 1991 | 2001 | 2011 |
| -------------------------------------------------------------- | ---- | ---- | ---- | ---- | ---- | ---- | ---- | ---- | ---- | ---- | ---- | ---- | ---- | ---- |
| Obyvatelé                                                      | 114  | 114  | 106  | 103  | 118  | 108  | 132  | 48   | .    | 32   | 19   | 16   | 34   | 34   |
| Domy                                                           | 23   | 22   | 22   | 22   | 23   | 23   | 22   | 10   | .    | 8    | 7    | 7    | 13   | 14   |
| Údaje z roku 1961 jsou zahrnuty u místní části Homole u Panny. |      |      |      |      |      |      |      |      |      |      |      |      |      |      |

## Pamětihodnosti

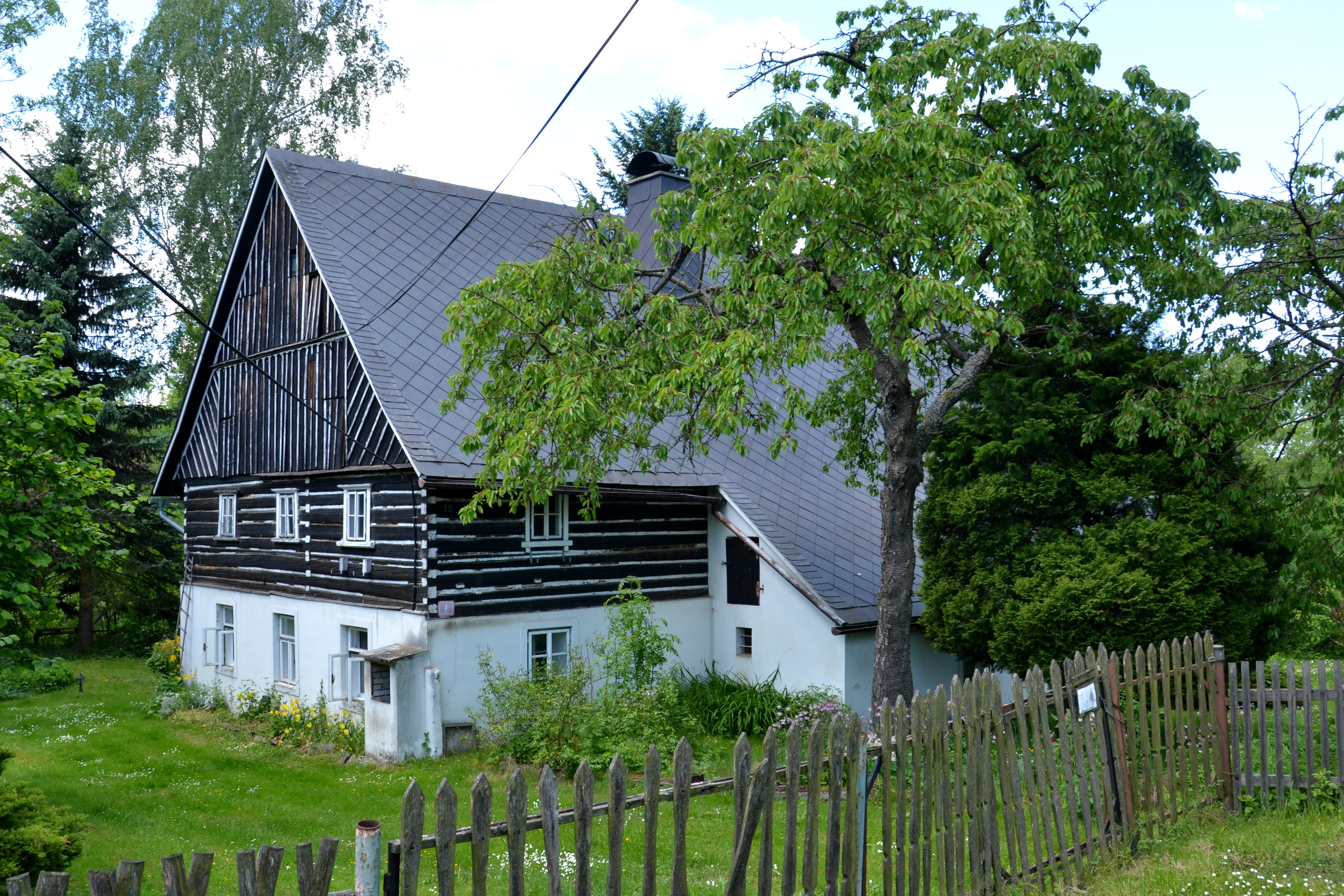
Dům čp. 4

Haslické usedlosti stojí střídavě podél hlavní cesty. V osmnáctém a devatenáctém století starší zástavbu doplnily domkářské stavby na jihozápadním a severozápadním okraji vsi. Dochovanou lidovou architekturu reprezentují domy čp. 4, 7 a 9. První z nich má zděné přízemí a roubené patro se zapuštěnou pavlačí. Podobnou konstrukci mají také oba zbývající domy, přičemž v čp. 9 vede do síně kamenný klasicistní portál a v patře byla použita kombinace roubení a hrázděného zdiva. Dominantou mladší zděné zástavby je dům se secesní fasádou na západním okraji severní části návsi.